# イグナシオ・スロアガ
イグナシオ・スロアガ・イ・サバレタ（バスク語: Ignacio Zuloaga y Zabaleta、1870年7月26日 - 1945年10月31日）は、スペイン・ギプスコア県エイバル出身の画家。

## 家族
父親は金属細工師・象嵌師のプラシード・スロアガである。マドリードの王立兵器工場で監督官を務めたエウセビオ・スロアガは祖父。陶器職人・画家のダニエル・スロアガはおじ。曾祖父も祖父と同じく王立兵器工場で監督官を務めており、画家のフランシスコ・ゴヤの友人だった。

## 経歴

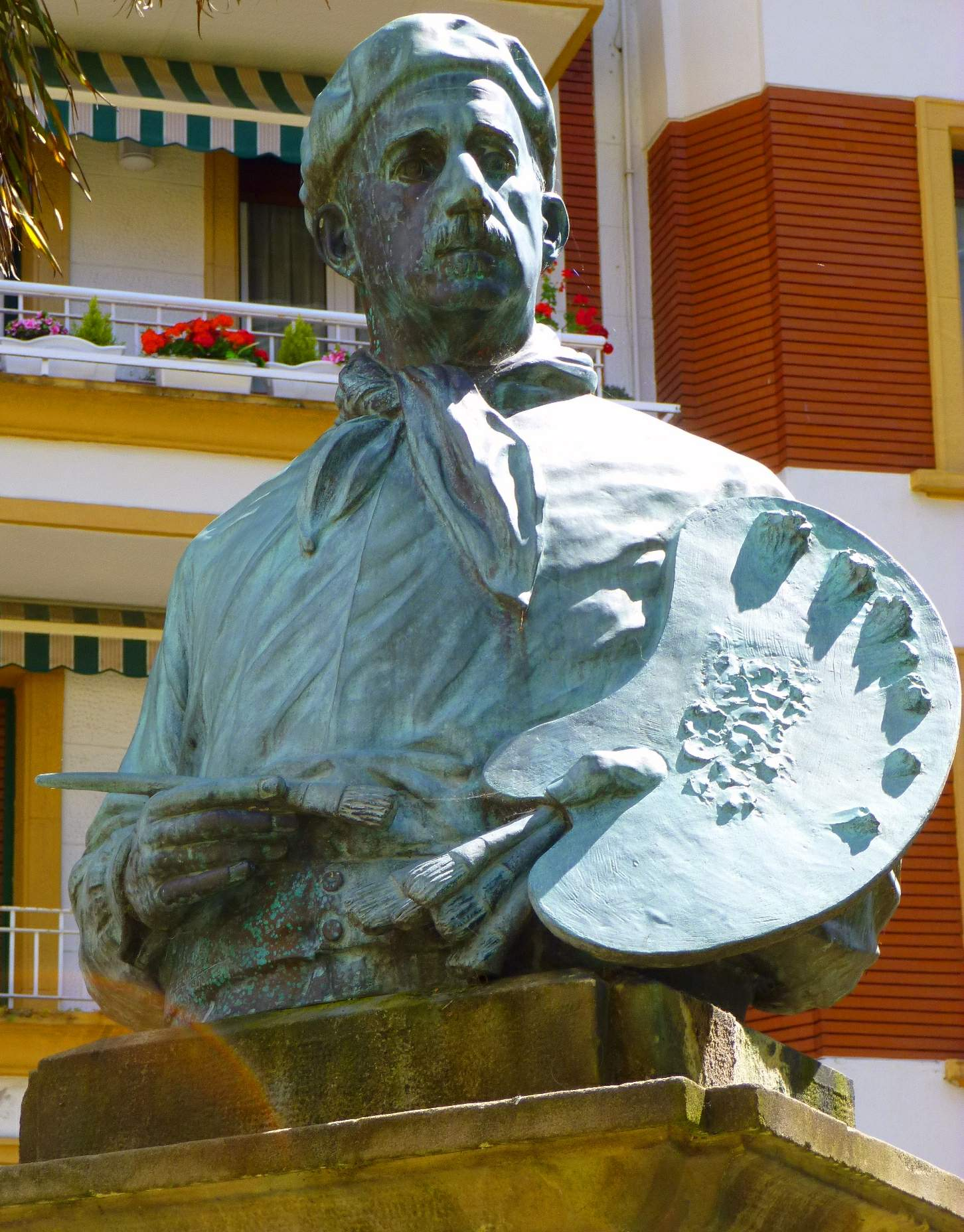
エイバルにあるスロアガの銅像

1870年にギプスコア県エイバルに生まれた。若いころは父親の武器工場の工房で働いていたが、父親とともに訪れたローマで画家になることを決意した。18歳でパリのモンマルトルに移住し、1890年には作品が初めてサロン・ド・パリで展示された。当時のパリにはフランシスコ・ドゥリオ、パブロ・ウランガ、サンティアゴ・ルシニョールなどのスペイン人芸術家もいた。5年間居住したパリを離れてスペインに戻ると、スペインの伝統に基づいた闘牛士やフラメンコダンサーなどの主題の絵画を描くようになった。ビスケー湾に面したスマイアを夏の避暑地とし、スマイアで滞在した家は博物館となっている。

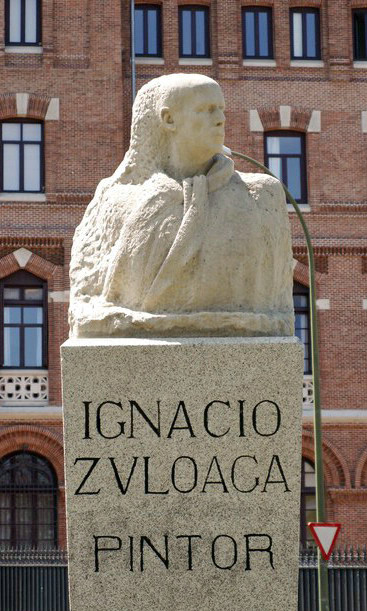
マドリードにあるスロアガの石像

スペイン内戦中やフランコ体制下のスペインにおいて、スロアガは熱心はファランジスト（ファランヘ党員）だった。パブロ・ピカソは1937年に、ナショナリスト派やナチス・ドイツによるゲルニカ爆撃への抗議の意味を込めて『ゲルニカ』を描いたが、スロアガは1938年に、ナショナリスト派の象徴的勝利となったアルカサル包囲を描いている。1940年にはフランシスコ・フランコ総統の肖像画を描いている。1945年10月31日、マドリードで75歳で死去した。フランコ体制下の1954年以降に発行された500ペセタ紙幣にはスロアガの肖像画が描かれた。
スペインのカスティーリャ・イ・レオン州セゴビア県セゴビアにはスロアガ美術館がある。アメリカ合衆国メリーランド州ボルチモアのジョンズ・ホプキンズ大学に付属するエバーグリーン美術館・図書館は、スロアガの作品を多数所蔵している。

## 作品

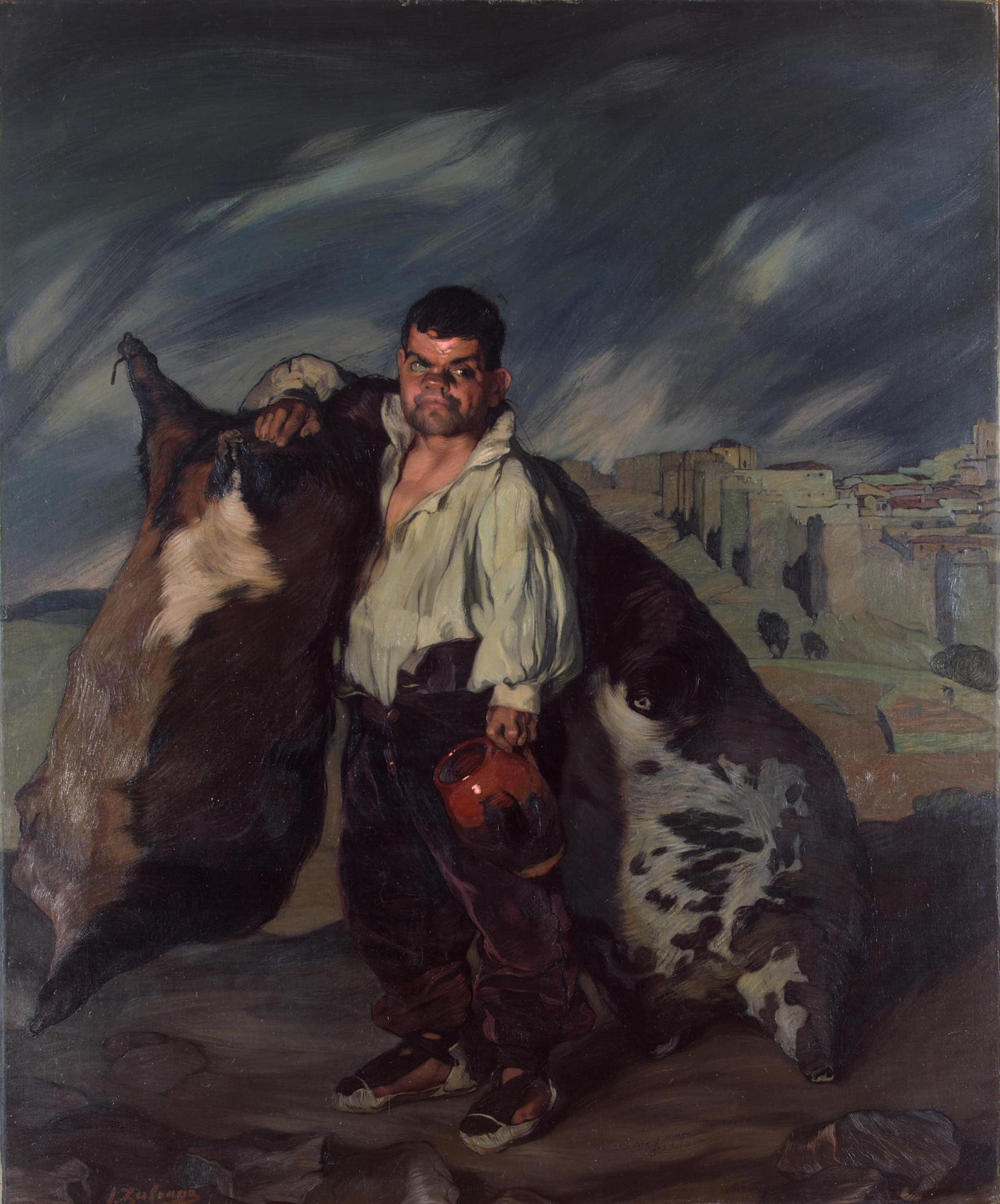
1908年『小人グレゴリオ』（エルミタージュ美術館所蔵）
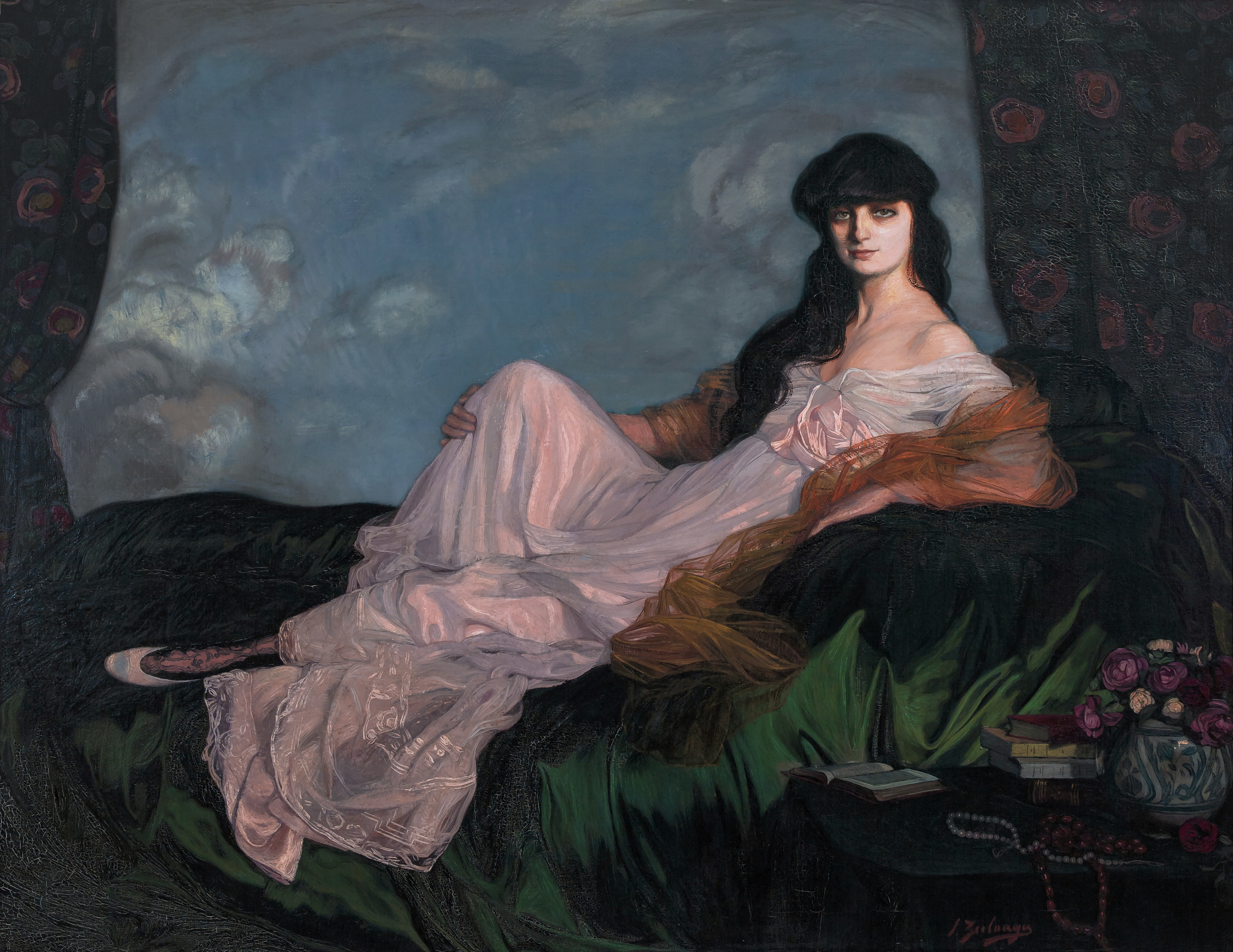
1913年『マチュー・ノアイユ伯爵夫人』（ビルバオ美術館所蔵）
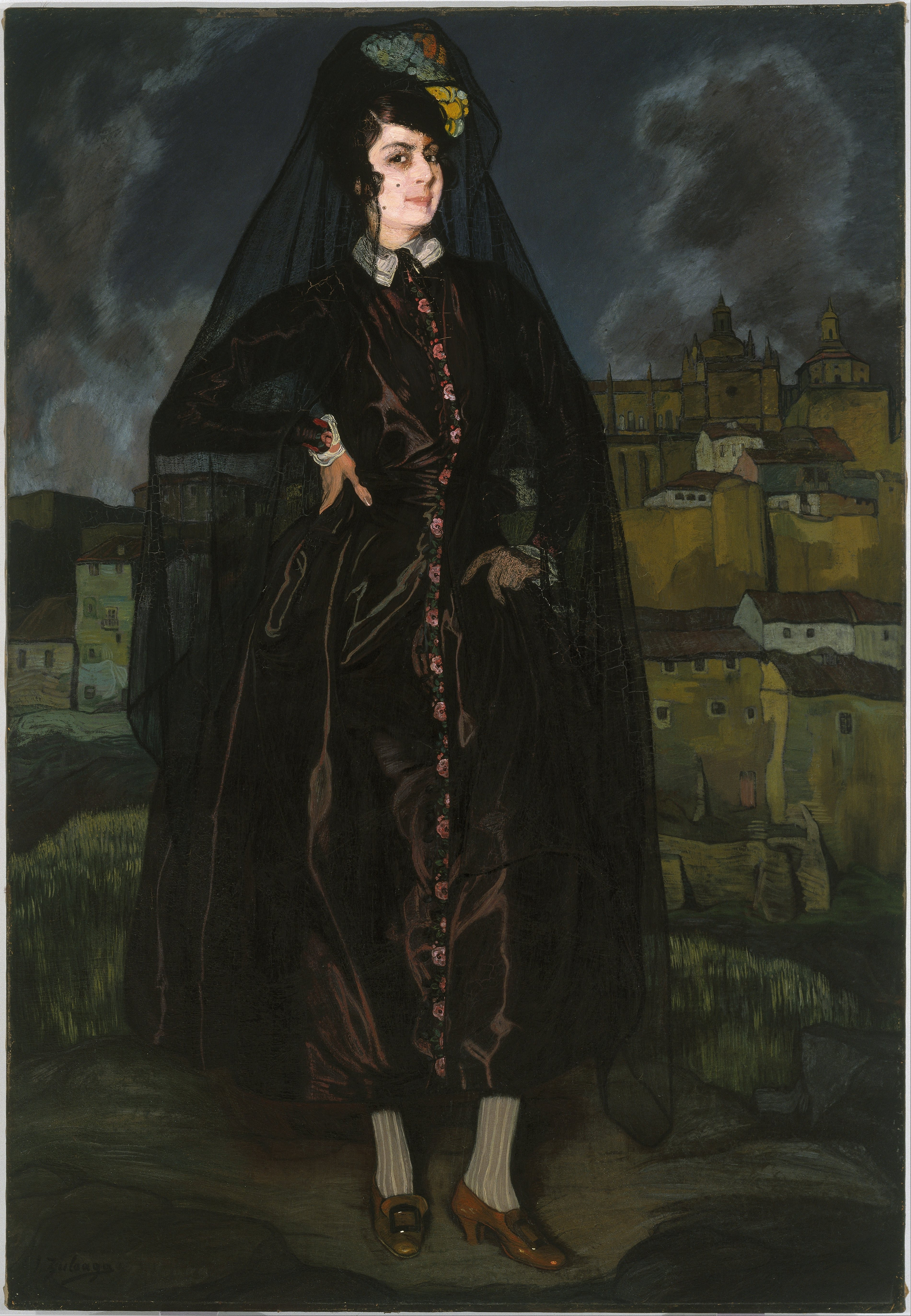
1916年『アニータ・ラミレスの肖像』（ブルックリン美術館所蔵）
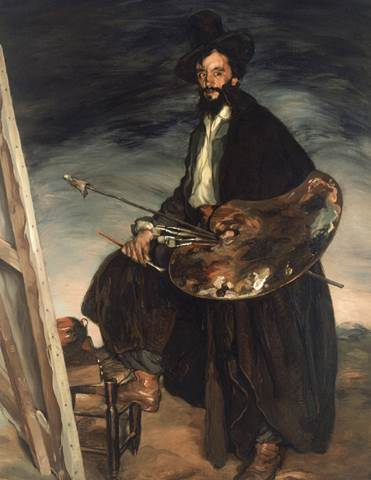
パブロ・ウランガの肖像

## 文献
- Brinton, Christian (1916). Foreword by John S. Sargent, Introduction notes and Bibliography by Christian Brinton.. ed. Exhibition of Paintings by Ignacio Zuloaga under the auspices of Mrs Philip M Lydig. Second Impression.. New York.: Redfield-Kendrick-Odell. Co
- Hispanic Society of America (1909). Five essays on the art of Ignacio Zuloaga; Miguel Utrillo, Arsène Alexandre, Gabriel Mourey, René Maizeroy, and the Reverend Father M. Gil.. New York.: Hispanic Society of America.